# Патриша Сканлън
Патриша Сканлън (на английски: Patricia Scanlan) е ирландска писателка, авторка на бестселъри в жанра чиклит и любовен роман.

## Биография и творчество
Патриша Сканлън е родена на 12 ноември 1956 г. в Дъблин, Ирландия. Завършва девическия доминикански колеж в Дъблин. От 1974 г. е библиотекарка в Дъблин в продължение на 17 години. Докато работи, пише първия си ръкопис, за да успее да изплаща кредитите си.
Първата ѝ книга, „Apartment 3B“, е публикувана през 1991 г. Следващият ѝ роман, „Градско момиче“, от поредицата „Градски момичета“ е публикуван през 1992 г. Става бестселър № 1 в Ирландия и я прави известна. След него тя напуска работата си и се посвещава на писателската си кариера.
От 2003 г. е редакторка и консултантка на поредицата романи „Отворена врата“ – престижен международен проект за грамотност, който разработва заедно с издателство „New Island Publishers“. Авторка е на 4 книги за поредицата. Преподава творческо писане на студенти от второ ниво.
Патриша Сканлън живее със семейството си в Клонтарф, Дъблин.

## Произведения

### Самостоятелни романи
- Apartment 3B (1991)
- Finishing Touches (1992)
- Foreign Affairs (1994)
- Promises, Promises (1996)
- Mirror Mirror (1997)
- Two for Joy (2001)
- Francesca's Party (2001)
- Double Wedding (2004)
- Divided Loyalties (2006)
- Coming Home (2009)
- With All My Love (2013)
- Coming Home... for Christmas (2014)
- A Time For Friends (2015)
- Orange Blossom Days (2017)

### Серия „Градски момичета“ (City Girls)
1. City Girl (1992)
Градско момиче, изд.: ИК „Компас“, Варна (1995, 2001), прев. Ваня Кацарска
2. City Lives (1999)
3. City Woman (1999)

### Серия „Прости и забрави“ (Forgive and Forget)
1. Forgive and Forget (2008)
2. Happy Ever After (2009)
3. Love and Marriage (2011)

### Участие в общи серии с други писатели

#### Серия „Отворена врата“ (Open Door)
- Ripples (1999) от серията „Open Door 1“
- Second Chance (2000) от серията „Open Door 2“
- Fair-weather Friend (2004) от серията „Open Door 4“
- Secrets (2006) от серията „Open Door 5“

### Сборници
- Selected Poems (1993) – поезия
- Winter Blessings (2005) – разкази
- A Gift For You (2015) – разкази